# ألفرد فرازير
ألفرد فرازير (بالإنجليزية: Alfred Fraser)‏ هو سياسي نيوزلندي، ولد في 1862 في نيوزيلندا، وتوفي في 24 فبراير 1919 في هاستينجس في نيوزيلندا. حزبياً، نشط في الحزب الليبيرالي النيوزيلندي. وقد انتخب عضو مجلس النواب النيوزيلندي.